# SP u hokeju na ledu elitne divizije 2007.
SP u hokeju na ledu 2007. se održava u Moskvi i Mytiščima 2007. godine od 27. travnja do 13. svibnja.

## Mjesta održavanja
Igra se u dvoranama "Ledovyj dvorec sporta na Hodynskom polje" (ruski: Ледовый дворец спорта на Ходынском поле) u Moskvi i "Areni Mytišči" (ruski: Арена Мытищи) u Mytiščima.

## Sudionici
Sudionici su Švicarska, Latvija, Švedska, Italija, SAD, Austrija, Bjelorusija i Češka.

## 1. krug

### Skupina A
| 28. travnja |   |         |     |               |
| Švicarska   | - | Latvija | 2:1 | (0:0,2:1,0:0) |
| Švedska     | - | Italija | 7:1 | (2:1,4:0,1:0) |

Švedska i Švicarska imaju 3 boda, Latvija i Italija bez bodova.
| 30. travnja |   |         |     |               |
| Švicarska   | - | Italija | 2:1 | (1:0,0:0,1:1) |
| Švedska     | - | Latvija | 8:2 | (1:0,3:0,4:2) |

Švedska i Švicarska imaju 6 bodova, Italija i Latvija bez bodova. Švedska i Švicarska su prošle u drugi natjecateljski krug.
| 2. svibnja |   |           |       |                       |
| Latvija    | - | Italija   | 3:4 ( | 0:1,1:0,2:2:0:1)(pr.) |
| Švedska    | - | Švicarska | 6:0 ( | 0:0,5:0,1:0)          |

```
Mj.  Momčad       Ut Pb P+ P- Pz Ps:Pr Bod
1. 
 Švedska     3  3  0  0  0 21: 3  9
2. 
 Švicarska   3  2  0  0  1  4: 8  6
3. 
 Italija     3  0  1  0  2  6: 9  2
4. 
 Latvija     3  0  0  1  2  6:19  1
```

Dalje su prošli Švedska, Švicarska i Italija.

### Skupina B
| 27. travnja |   |             |     |               |
| SAD         | - | Austrija    | 6:2 | (3:1,1:1,2:0) |
| Češka       | - | Bjelorusija | 8:2 | (4:1,1:1,3:0) |

Češka i SAD po 3 boda, Austrija i Bjelorusija bez bodova.
| 29. travnja |   |             |     |               |
| Češka       | - | Austrija    | 6:1 | (2:0,1:1,3:0) |
| SAD         | - | Bjelorusija | 5:1 | (3:0,2:0,0:1) |

Češka i SAD imaju po 6 bodova, Austrija i Bjelorusija su bez bodova. Češka i SAD su osigurale prolaz u drugi krug.
| 1. svibnja  |   |          |     |               |
| Bjelorusija | - | Austrija | 5:2 | (2:1,2:1,1:0) |
| Češka       | - | SAD      | 4:3 | (1:0,1:1,2:2) |

```
Mj.  Momčad       Ut Pb P+ P- Pz Ps:Pr Bod
1. 
 Češka       3  3  0  0  0 17: 6  9
2. 
 SAD         3  2  0  0  1 14: 7  6
3. 
 Bjelorusija 3  1  0  0  2  8:15  3
4. 
 Austrija    3  0  0  0  3  5:17  0
```

Dalje su prošli Češka, SAD i Bjelorusija.

### Skupina C
| 28. travnja |   |          |     |               |
| Kanada      | - | Njemačka | 3:2 | (1:1,1:1,1:0) |
| Slovačka    | - | Norveška | 3:0 | (2:0,1:0,0:0) |

Slovačka i Kanada imaju 3 boda, Njemačka i Norveška bez bodova.
| 30. travnja |   |          |     |               |
| Slovačka    | - | Njemačka | 5:1 | (1:0,1:0,3:1) |
| Kanada      | - | Norveška | 4:2 | (2:1,0:1,2:0) |

Slovačka i Kanada imaju 6 bodova, Njemačka i Norveška bez bodova. Slovačka i Kanada su osigurale prolaz u drugi natjecateljski krug.
| 2. svibnja |   |          |     |               |
| Njemačka   | - | Norveška | 5:3 | (2:0,3:3,0:0) |
| Kanada     | - | Slovačka | 5:4 | (1:1,3:2,1:1) |

```
Mj.  Momčad       Ut Pb P+ P- Pz Ps:Pr Bod
1. 
 Kanada      3  3  0  0  0 12: 8  9
2. 
 Slovačka    3  2  0  0  1 12: 6  6
3. 
 Njemačka    3  1  0  0  2  8:11  3
4. 
 Norveška    3  0  0  0  3  5:12  0
```

Dalje su prošli Kanada, Slovačka i Njemačka.

### Skupina D
| 27. travnja |   |          |     |               |
| Finska      | - | Ukrajina | 5:0 | (1:0,3:0,1:0) |
| Rusija      | - | Danska   | 9:1 | (3:1,5:0,1:0) |

Rusija i Finska po 3 boda, Ukrajina i Danska bez bodova.
| 29. travnja |   |          |       |               |
| Finska      | - | Danska   | 6:2   | (3:1,1:0,2:1) |
| Rusija      | - | Ukrajina | 8:1 ( | 2:1,3:0,3:0)  |

Rusija i Finska imaju po 6 bodova, Ukrajina i Danska su bez bodova. Rusija i Finska su osigurale prolaz u drugi krug.
| 1. svibnja |   |          |                   |
| Danska     | - | Ukrajina | 4:3 (3:1,1:1,0:1) |
| Rusija     | - | Finska   | 5:4 (2:1,2:0,1:3) |

```
Mj.  Momčad       Ut Pb P+ P- Pz Ps:Pr Bod
1. 
 Rusija      3  3  0  0  0 22: 6  9
2. 
 Finska      3  2  0  0  1 15: 7  7
3. 
 Danska      3  1  0  0  2  7:18  5
4. 
 Ukrajina    3  0  0  0  3  4:17  3
```

Dalje su prošle Rusija, Finska i Danska.

## 2. krug
Prve četiri momčadi odlaze u četvrtzavršnicu. Igra se po načelu E1-F4, E2-F3, E3-F2, E4-F1.

### Skupina E
Prve tri momčadi iz skupina A i D su ušle u ovu skupinu. Bodovi se prenose.

Čisto odigranih kola nema, nego se utakmice nakon "1." kola isprepleću (viditi raspored).

Pred početak natjecanja u drugom krugu, Švedska i Rusija imaju po 6 bodova, Finska i Švicarska po 3, Italija i Danska bez bodova.
- 1. kolo

| 3. svibnja |   |           |     |                                               |
| Finska     | - | Švicarska | 2:0 | (0:0,0:0,2:0)                                 |
| Švedska    | - | Danska    | 5:2 | (2:2,1:0,2:0) (nakon danskog vodstva od 0:2!) |

| 4. svibnja |   |         |     |               |
| Rusija     | - | Italija | 3:0 | (0:0,1:0,2:0) |

| 5. svibnja |   |         |     |               |
| Švicarska  | - | Danska  | 4:1 | (1:0,2:1,1:0) |
| Finska     | - | Italija | 3:0 | (2:0,0:0,1:0) |

| 6. svibnja |   |           |     |               |
| Rusija     | - | Švicarska | 6:3 | (2:0,1:1,3:2) |
| Švedska    | - | Finska    | 1:0 | (1:0,0:0,0:0) |

Švedska i Rusija imaju 12 bodova, Finska (ut. više) 9, Švicarska 6 (ut. više), Italija i Danska bez bodova.
| 7. svibnja |   |         |     |               |
| Italija    | - | Danska  | 2:5 | (0:3,2:0,0:2) |
| Rusija     | - | Švedska | 4:2 | (1:1,1:1,2:0) |

Konačna ljestvica skupine "E":

### Skupina F
Prve tri momčadi iz skupina B i C su ušle u ovu skupinu. Bodovi se prenose.
Čisto odigranih kola nema, nego se utakmice nakon "1.! kola isprepleću (viditi raspored).

Češka i Kanada imaju po 6 bodova, SAD i Slovačka po 3, Njemačka i Bjelorusija bez bodova.
- 1. kolo

| 3. svibnja |   |          |     |               |
| SAD        | - | Slovačka | 4:2 | (2:1,2:0,0:1) |
| Njemačka   | - | Češka    | 2:0 | (1:0,0:0,1:0) |

| 4. svibnja |   |             |     |               |
| Kanada     | - | Bjelorusija | 6:3 | (0:1,5:0,1:2) |

| 5. svibnja |   |          |     |               |
| SAD        | - | Njemačka | 3:0 | (1:0,1:0,1:0) |
| Češka      | - | Slovačka | 2:3 | (1:0,0:2,1:1) |

| 6. svibnja |   |             |         |                    |
| Slovačka   | - | Bjelorusija | 4:3     | (1:1,2:2,1:0)      |
| Češka      | - | Kanada      | 3:4 pr. | (1:0,1:1,1:2, 0:1) |

Kanada ima 11 bodova, SAD i Slovačka (ut.više) imaju 9, Češka (ut.više) 7, Njemačka ima 3, Bjelorusija bez bodova. Kanada, SAD, Slovačka i Češka su osigurale nastup u četvrtzavršnici.
| 7. svibnja |   |             |     |               |
| Njemačka   | - | Bjelorusija | 6:5 | (3:2,1:2,2:1) |
| Kanada     | - | SAD         | 6:3 | (4:0,1:2,1:1) |

Konačna ljestvica skupine "F":

### Skupina G - za ostanak
U skupini G igraju momčadi koje se bore za ostanak; u ovu skupinu su ušle momčadi koje su bile posljednje u svojim skupinama u 1. izlučnom krugu.
| 4. svibnja |   |          |         |                    |
| Austrija   | - | Norveška | 2:3 pr. | (0:0,1:2,1:0, 0:1) |
| Latvija    | - | Ukrajina | 5:0     | (2:0,2:0,1:0)      |

Latvija ima 3 boda, Norveška ima 2 boda, Austrija 1 bod, Ukrajina bez bodova.
| 5. svibnja |   |          |     |               |
| Austrija   | - | Latvija  | 1:5 | (0:1,0:1,1:3) |
| Ukrajina   | - | Norveška | 3:2 | (1:0,1:2,1:0) |

Latvija ima 6 bodova, Ukrajina 3, Norveška ima 2 boda, Austrija 1 bod. 

Letonija je osigurala opstanak. 

Ukrajini za opstanak u elitnoj diviziji treba pobjeda protiv Austrije. Opstanak joj je osiguran i ako pobijedi Austriju u produžetku, jer u slučaju Norveške pobjede nad Latvijom, imaju u međus. odnosu pobjedu. U slučaju poraza u produžetku od Austrije, Ukrajina i Austrija bi imale 4 boda, što bi prednost dalo Austriji, zbog međusobne pobjede. U tom slučaju bi Norveška prošla, pobijedi li Latviju. Situacija bi se zakomplicirala u slučaju da Norveška pobijedi tek u produžetku, što bi stvorilo krug od tri predstavništva, svi s međusobnim pobjedama (UKR-NOR 3:2, NOR-AUT 3:2+, AUT-UKR pob.+), s time što je ukrajinska pobjeda nad Norveškom bez produžetaka. (viditi kriterije IIHF-a). U slučaju poraza od Austrije, ispada iz elitne divizije. 

Norveškoj za opstanak u elitnoj diviziji treba pobjeda protiv Latvije, uz uvjet da Ukrajina ne pobijedi Austriju. U slučaju pobjede u produžetku, Norveškoj odgovara austrijska pobjeda nad Ukrajinom (ako to bude u produžetcima, ne pomaže joj).
Austriji za opstanak treba pobjeda protiv Ukrajine i latvijska pobjeda protiv Norveške; svi ini ishodi je vode u ispadanje.
| 6. svibnja |   |          |     |               |
| Austrija   | - | Ukrajina | 8:4 | (3:1,3:2,2:1) |
| Norveška   | - | Latvija  | 7:4 | (3:2,3:0,1:2) |

```
Mj.  Momčad  Ut Pb P+ P- Pz Ps:Pr Bod
1. 
 Letonija   3  2  0  0  1 14: 8  6
2. 
 Norveška   3  2  0  1  0 12: 9  5
3. 
 Austrija   3  1  1  0  1 11:12  4 ispali
4. 
 Ukrajina   3  1  0  0  2  7:15  3 ispali
```

## 3. krug

### Četvrtzavršnica
| 9. svibnja  |   |           |                   |                                       |
| Rusija      | - | Češka     | 4:0 (1:0,0:0,3:0) |                                       |
| Švedska     | - | Slovačka  | 7:4               | (1:2,3:0,3:2)                         |
| 10. svibnja |   |           |                   |                                       |
| SAD         | - | Finska    | 4:5               | (0:1,3:3,1:0,0:0), kazneni udarci 0:1 |
| Kanada      | - | Švicarska | 5:1               | (1:0,2:1,2:0)                         |

### Poluzavršnica
| 12. svibnja |   |         |       |                   |
| Rusija      | - | Finska  | 1:2   | (1:1,0:0,0:0,0:1) |
| Kanada      | - | Švedska | 4:1 ( | 3:0,1:1,0:0)      |

### Za brončano odličje
13. svibnja

 Rusija -  Švedska 3:1 (2:0,1:0,0:1)

### Za zlatno odličje
13. svibnja

 Kanada -  Finska 4:2 (2:0,1:0,1:2)
Svjetski prvak u hokeju na ledu je momčad Kanade.

## Konačni poredak

### Najbolji igrači po izboru direktorata
- najbolji vratar:  Kari Lehtonen
- najbolji obrambeni igrač:  Andrej Markov
- najbolji napadač:  Aleksej Morozov
- najkorisniji igrač:  Rick Nash

### Idealna momčad prvenstva
- vratar:  Kari Lehtonen
- obrana:  Petteri Nummelin,  Andrej Markov
- napad:  Aleksej Morozov,  Jevgenij Malkin,  Rick Nash